# Liste der Wappen im Landkreis Alzey-Worms
Diese Liste beinhaltet – geordnet nach der Verwaltungsgliederung – alle in der Wikipedia gelisteten Wappen des Landkreises Alzey-Worms in (Rheinland-Pfalz). In dieser Liste werden die Wappen mit dem Gemeindelink angezeigt.

## Landkreis Alzey-Worms

Wappen des Landkreises Alzey-Worms seit 1971
Lage in Rheinland-Pfalz
Lage in Deutschland

### Historische Wappen Alzey-Worms
1969 wurde der Landkreis Alzey-Worms aus den Landkreisen Alzey und Worms zusammengeführt.

Landkreis Alzey
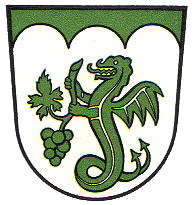
Landkreis Worms

### Verbandsfreie Stadt

Alzey

### Verbandsgemeinde Alzey-Land

Verbandsgemeinde Alzey-Land

Albig
Bechenheim
Bechtolsheim
Bermersheim vor der Höhe
Biebelnheim
Bornheim
Dintesheim
Eppelsheim
Erbes-Büdesheim
Esselborn
Flomborn
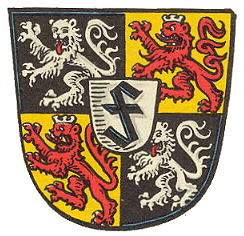
Altes Wappen von Flonheim
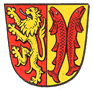
Altes Wappen von Uffhofen (Ortsteil von Flonheim)
Gemeinsames Wappen von Flonheim und Uffhofen
Framersheim
Freimersheim
Gau-Heppenheim
Gau-Odernheim
Kettenheim
Lonsheim
Mauchenheim
Nack
Nieder-Wiesen
Ober-Flörsheim
Offenheim
Wahlheim

### Verbandsgemeinde Eich

Verbandsgemeinde Eich

Alsheim
Eich
Gimbsheim
Hamm am Rhein
Mettenheim

### Verbandsgemeinde Monsheim

Verbandsgemeinde Monsheim

Flörsheim-Dalsheim
Hohen-Sülzen
Mölsheim
Mörstadt
Mörstadt
Monsheim
Offstein
Wachenheim

### Verbandsgemeinde Wöllstein

Verbandsgemeinde Wöllstein

Eckelsheim
Gau-Bickelheim
Gumbsheim
Siefersheim
Stein-Bockenheim
Wendelsheim
Wöllstein
Wonsheim

### Verbandsgemeinde Wonnegau

Verbandsgemeinde Wonnegau

Bechtheim
Bermersheim
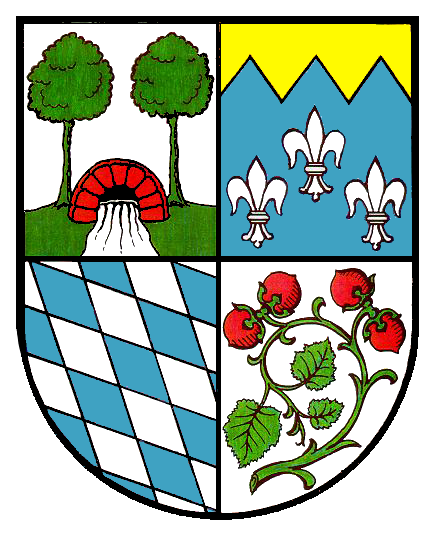
Dittelsheim-Heßloch
Frettenheim
Gundersheim
Gundheim
Hangen-Weisheim
Hochborn
Monzernheim
Osthofen
Westhofen

### Verbandsgemeinde Wörrstadt

Verbandsgemeinde Wörrstadt

Armsheim
Ensheim
Gabsheim
Gau-Weinheim
Partenheim
Saulheim
Schornsheim
Spiesheim
Sulzheim
Udenheim
Vendersheim
Wallertheim
Wörrstadt

## Historische Wappen

Verbandsgemeinde Westhofen
Bechtolsheim bis 1984
Dalsheim
Dautenheim
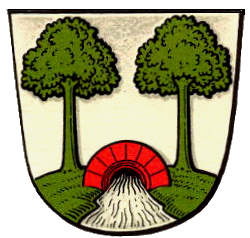
Dittelsheim
Heimersheim
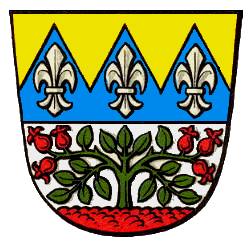
Heßloch
Kriegsheim
Nieder-Flörsheim
Rommersheim bis 1970
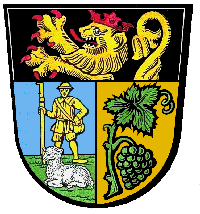
Schafhausen
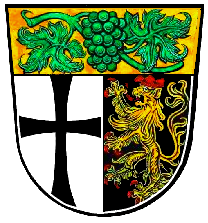
Weinheim